# Zambales-Berge

Topologische Karte mit dem Zambales-Gebirge

Die Zambales-Berge sind ein Gebirgszug auf der westlichen Seite von Luzón auf den Philippinen. Sie trennen Luzons zentrale Ebenen vom Südchinesischen Meer und dehnen sich einschließlich der Manilabucht bis zur Provinz Bataan aus.
Die Zambales-Berge bilden die Westfront des Mittelteils der Philippinischen Kordilleren auf der Insel Luzon. Die Form der Gebirgskette ist sehr unterschiedlich. Im Norden, wo die Ausläufer in die den Golf von Lingayen im Westen begrenzende Halbinsel hineinziehen, liegen weiträumige Verebnungen im tiefliegenden Flachhügelland. In der Breite von Lingayen beginnt das eigentliche Bergland, das sehr schnell Höhen von 1000 Metern erreicht. Die zentral gelegenen größten Erhebungen erreichen mit dem 2037 Meter hohen Berg Tapulao, bekannt unter dem Namen High Peak, ihre größte Höhe. Weitere Berge in dieser Gebirgsregion sind der Mabanban, 1035 Meter, der Berg Pinatubo, 1486 Meter, der Natib, 1253 Meter, und der Mariveles, mit einer Höhe von 1388 Meter, in der Provinz Bataan.
Der Südteil der Gebirgskette ist im Vergleich zum Norden dichter bewaldet. Durch die regional weit verbreiteten Brandrodungen trifft man den einst vorherrschenden Regenwald stellenweise erst ab einer Höhe von 1500 Metern an. Die Zambalesberge reichen oftmals an die Küste heran, sodass der flache Küstenstreifen sehr schmal ist.
Der größte Fluss der Zambales-Berge ist der 205 km lange Agno. Seine Quelle liegt in der Nähe des Pinatubo; er fließt an der Ostflanke des Gebirges entlang und mündet im Golf von Lingayen in der Nähe der Stadt Dagupan City.
Der bekannteste Berg der Gebirgskette ist der 1486 Meter hohe Pinatubo. Er ist ein aktiver Vulkan und brach 1991 nach 600-jähriger Ruhepause wieder aus.
Eine in den Zambales-Bergen vorkommende endemische Insektenart ist Sungaya inexpectata.

## Geologie
Den Gebirgsstock bilden Granite, Grano-Diorite, Gabbros, Peridotite und Diabase. Durch die überlagernden Sedimente und vulkanische Aufschüttungen treten sie jedoch selten an die Oberfläche. Man findet sie nur an Flanken tief eingeschnittener Täler.
Die Hauptmasse der Sedimente in Norden wird von dem Vigo-Miozän gebildet (benannt nach Vigo-Fluss). Sie sind einige tausend Meter mächtig, weit verbreitet und bestehen vornehmlich aus Sandstein, Kalksandstein, Schieferton und -kalken.
Vulkanische Ablagerungen, andesitisches und basaltisches Material, die zum großen Teil aus der Postmiozänzeit stammen stellen ein charakteristisches Element der südlichen Landschaft des Gebirges dar.